# Jan Penris
Jan Penris, né le 12 janvier 1964 à Mortsel est un homme politique belge flamand, membre du Vlaams Belang.
Il est licencié en droit et en sciences maritimes.

## Fonctions politiques
- conseiller communal à Anvers (1995-)
- député au Parlement flamand :
  - du 13 juin 1995 au 25 mai 2014
- député fédéral belge :
  - depuis le 19 juin 2014, en remplacement de Marijke Dillen